# Лебединое озеро (фильм-балет, 1968)
«Лебеди́ное о́зеро» — советский полнометражный цветной широкоформатный фильм-балет, поставленный на киностудии «Ленфильм» в 1968 году Аполлинарием Дудко и Константином Сергеевым.
Экранизация одноимённого балета П. И. Чайковского в постановке Константина Сергеева.
Фильм получил Гран-при V Международного кинофестиваля балетных фильмов в Генуе (1969).

## Сюжет
Экранизация балета П. И. Чайковского «Лебединое озеро» в постановке Театра оперы и балета им. Кирова.
Хореография Мариуса Петипа и Льва Иванова в редакции Константина Сергеева.
Фильм начинается со своеобразного пролога, в котором девушку Одетту заколдовывает и превращает в белого лебедя злой волшебник Ротбарт. В дальнейшем фильм следует хореографии спектакля, без вольных отступлений от сюжета.
Концовка трагическая — Одетта погибает. Но Зигфрид остаётся жив, и все лебеди расколдовываются.

## В ролях
- Елена Евтеева — Одетта и Одиллия
- Джон Марковский — принц Зигфрид
- Махмуд Эсамбаев — Ротбарт, злой волшебник
- Валерий Панов — Шут
- Ангелина Кабарова — Владетельная принцесса, мать принца Зигфрида
- Виктор Рязанов — наставник принца
- В фильме принимали участие артисты балета Ленинградского театра оперы и балета имени С. М. Кирова и ученики Ленинградского хореографического училища имени А. Я. Вагановой

## Музыканты
- Оркестр Ленинградского Государственного Академического театра оперы и балета имени С. М. Кирова
- Дирижёр — Виктор Федотов

## Съёмочная группа
- Композитор — Пётр Ильич Чайковский
- Сценарий — Исаак Гликман, Аполлинарий Дудко, Константин Сергеев
- Хореаграфия — Мариуса Петипа, Льва Иванова, Константина Сергеева
- Постановка — Аполлинария Дудко, Константина Сергеева
- Главный оператор — Анатолий Назаров
- Художники — Виктор Волин, Борис Быков
- Художник по костюмам — Марина Азизян
- Звукооператор — Владимир Яковлев
- Режиссёр — Анна Тубеншляк
- Монтажёр — Изольда Головко
- Редактор — Всеволод Шварц
- Операторы — Константин Соловьёв, В. Амосенко, Николай Строганов
- Художники-декораторы — Виктор Слоневский, Е. Якуба
- Художники-гримёры — Р. Кравченко, Б. Соловьёв
- Ассистенты:
режиссёра — Ольга Баранова
оператора — А. Ярошевский
звукооператора — Ася Зверева
- Комбинированные съёмки:
Операторы — Александр Завьялов, Георгий Сенотов
Художник — Борис Михайлов
- Директор фильма — Пётр Свиридов

## Призы
- 1969 — «Золотая орхидея» — Гран-при V МКФ балетных фильмов в Генуе (Италия)

## Издание на видео
- Этот фильм-балет неоднократно издавался на VHS и DVD. Один из последних выпусков на DVD: 2008 год, фирма «Крупный план».